# Grössbyn
Grössbyn är en bebyggelse i Ucklums socken i Stenungsunds kommun i Bohuslän. Före 2015 avgränsades denna till en småort. Sedan 2015 räknas området som en del av tätorten Ucklum.